# Tarachodes karschii
Tarachodes karschii es una especie de mantis de la familia Tarachodidae.

## Distribución geográfica
Se encuentra en Etiopía, Kenia, Somalia y Tanzania.